# Мамочкин, Вячеслав Алексеевич
Вячеслав Алексеевич Мамочкин (род. 26 марта 1968 года) — российский игрок в хоккей с мячом.

## Карьера
Вячеслав воспитанник «Северского трубника» (Полевской). Выступал в защите и полузащите.
Выступал в составе команд:
- «Уральский трубник» (Первоуральск) — 1985-90, 1991/92.
- СКА (Екатеринбург) — 1990/91, 1992-97, 1998/99, 2000/01.
- «Молилла» (Швеция) — 1997/98, 2003-05.
- «Маяк» (Краснотурьинск) — 1999/2000
- «Саяны» (Абакан) — 2001-03
- «Северский трубник» (Полевской) — 2005-08, 2010/11.

В высшей лиге провёл 309 игр, забив 103 мяча. В играх на Кубок России 93 раза выходил на лёд, 33 раза поражал ворота соперника.
В составе сборной России выступал с 1994 по 1996 годы.
После окончания спортивной карьере остался жить в Полевском, работает заместителем директора городского Дома спорта и старшим тренером футбольной команды «Северский трубник».

## Достижения
Финалист Кубка европейских чемпионов 1994 года.
Серебряный призер чемпионата СНГ 1992 года.
Победитель первенства СССР среди юниоров 1985 года.
Чемпион России 1994 года.
Финалист Кубка России 1995 года.
Бронзовый призер международных турниров на призы Правительства России в 1994 и 1996 годы.
Победитель и лучший защитник VII зимней Спартакиады народов СССР 1990 года.
Звание «Мастер спорта СССР» присвоено в 1990 году.
Звание «Мастер спорта России международного класса» присвоено в 1994 году.
Входил в список «22 лучших игрока сезона» — 1994, 1995.